# Вносимые потери
В радиотехнике или телекоммуникации вносимые потери (англ. Insertion Loss) показывают ослабление сигнала каким-либо элементом, включённым в цепь. Таким элементом может быть, например, пассивный фильтр или контактный соединитель.
Вносимые потери описывают отношение входной мощности, поданной на элемент, к переходной мощности и выражаются, как правило, в децибелах (дБ). Данные потери вычисляются по формуле:
{\displaystyle IL(\mathrm {dB} )=10\log _{10}{P_{\mathrm {T} } \over P_{\mathrm {R} }}},
где
{\displaystyle IL(\mathrm {dB} )} — вносимые потери, выраженные в децибелах (дБ);
{\displaystyle P_{\mathrm {T} }} — входная мощность или мощность сигнала, передаваемая цепью без включения элемента;
{\displaystyle P_{\mathrm {R} }} — выходная мощность или мощность сигнала, передаваемая цепью после включения элемента.
Для фильтров или направленных ответвителей вносимые потери задаются в зависимости от полосы частот.

## Связь с параметрами рассеяния
Если два измерительных порта используют один и тот же опорный импеданс, вносимые потери ({\displaystyle IL}) определяется как:
{\displaystyle IL=-20\log _{10}\left|S_{21}\right|\,{\text{dB}}}.
{\displaystyle S_{21}} один из параметров рассеяния. Вносимые потери — это дополнительные потери, возникающие при введении тестированном устройстве(ТУ) между двумя опорными плоскостями измерения. Дополнительные потери могут быть вызваны внутренними потерями в ТУ. В случае дополнительных потерь вносимые потери определяются как положительные.

## Веб-ссылки
- Руководство KT
- Вносимые потери (типичные значения)